# Seepark Aspern

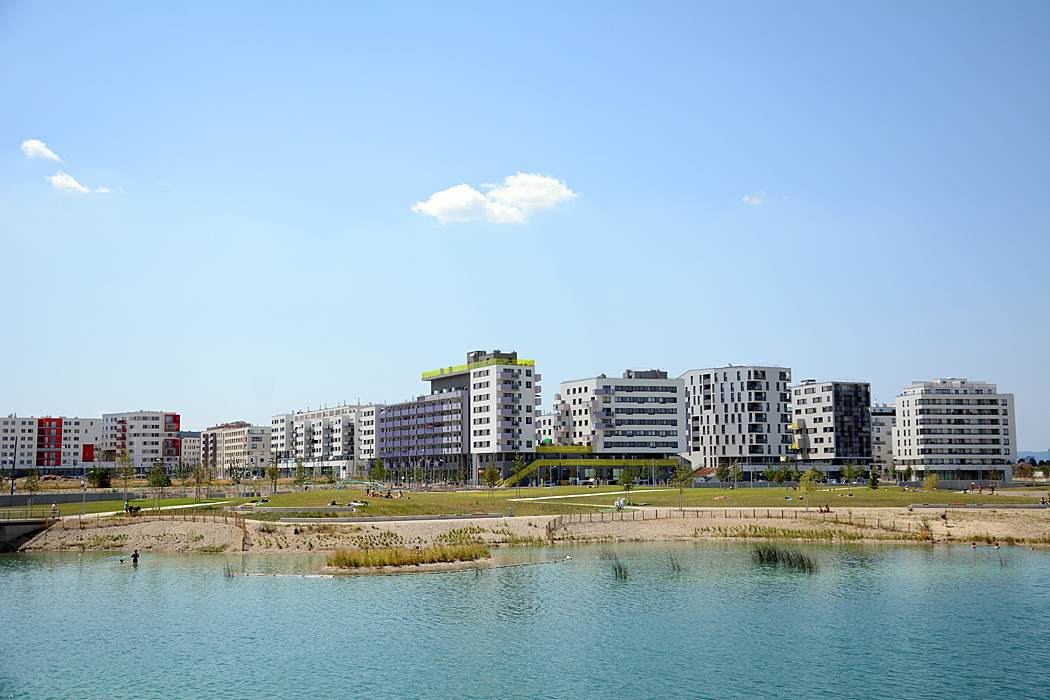
Seepark Aspern

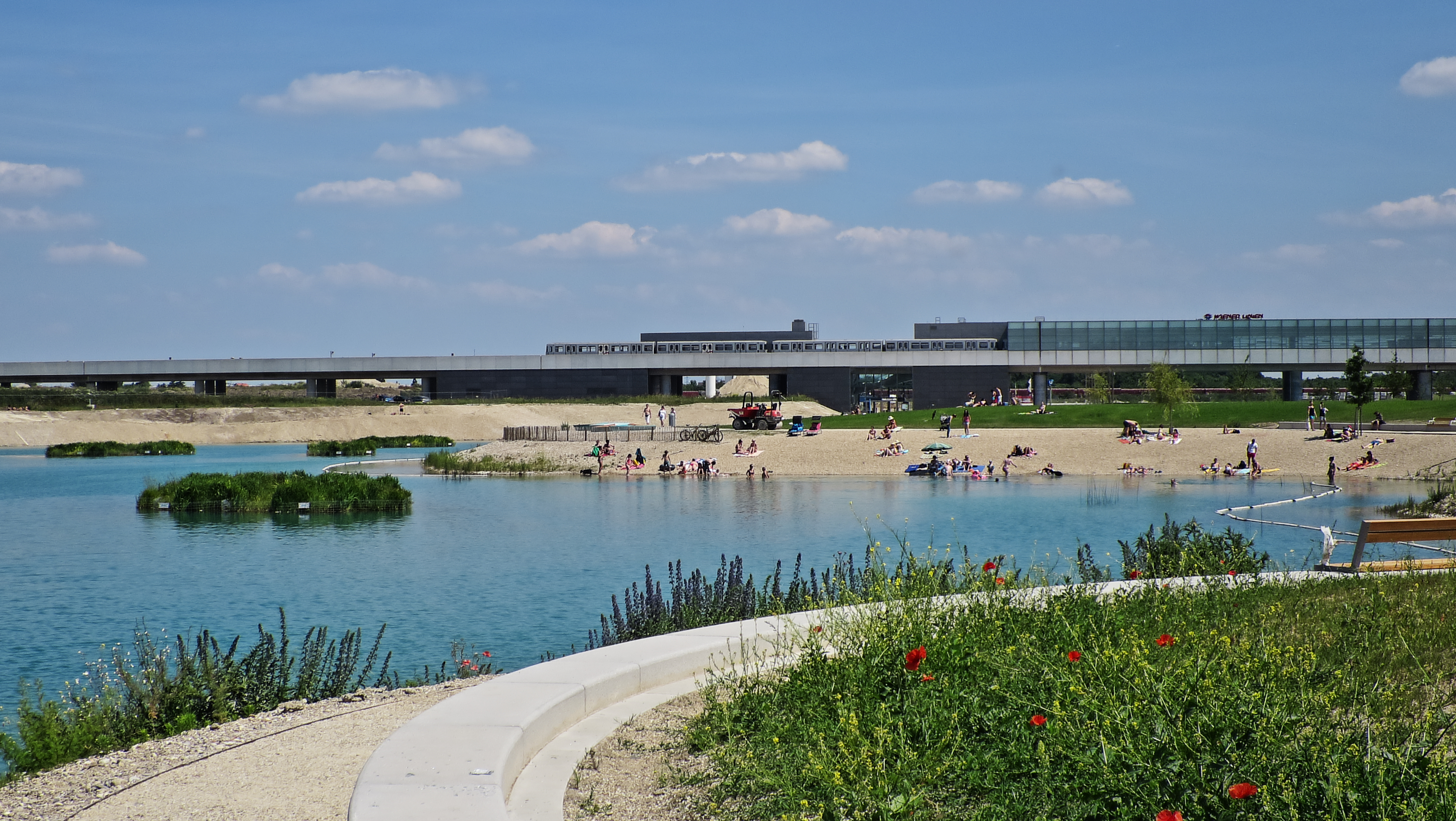
Badestrand im Seepark Aspern, im Hintergrund die U-Bahn-Station Seestadt

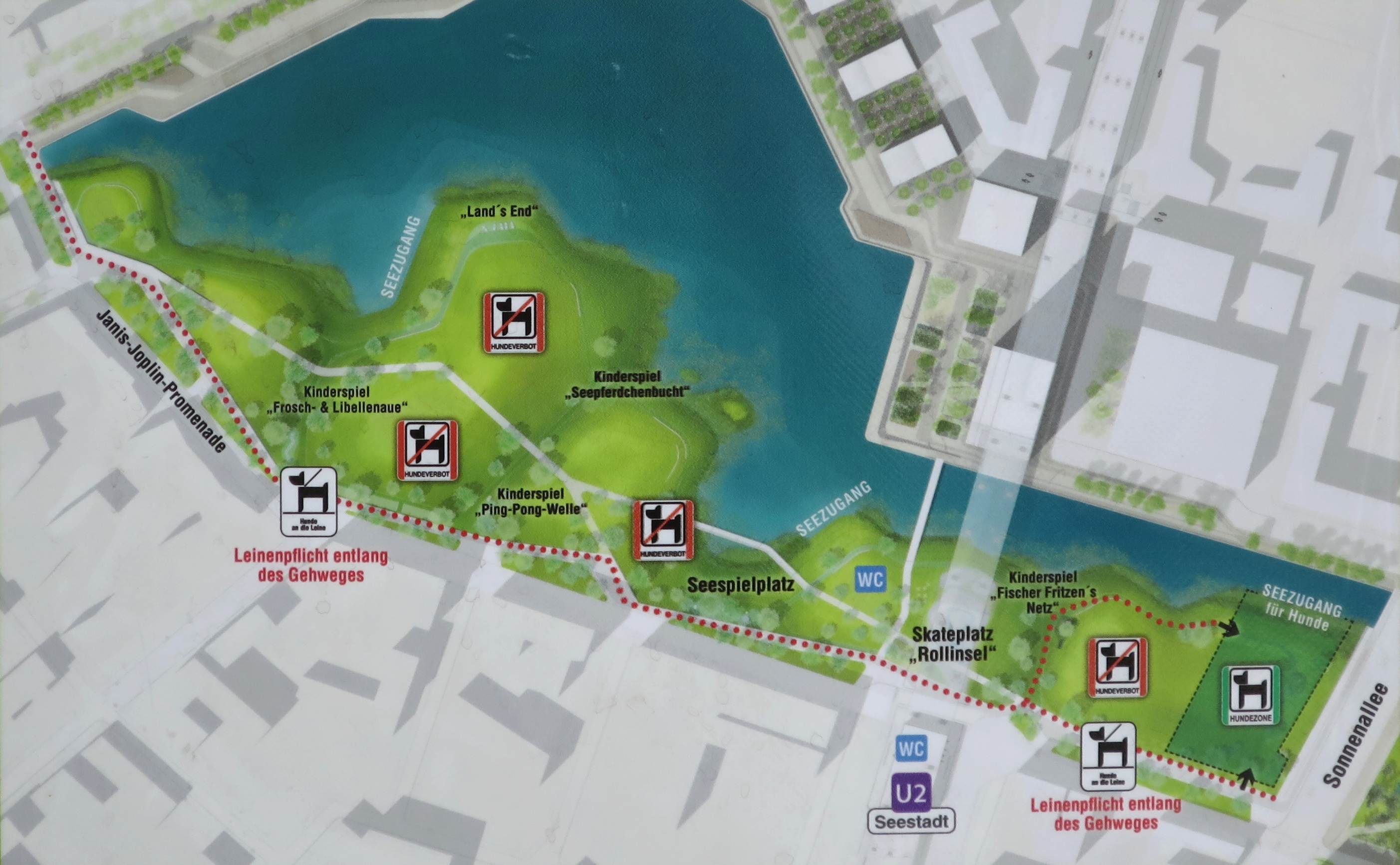
Übersichtsplan des Seeparks

Der Seepark Aspern oder kurz Seepark ist eine Parkanlage im 22. Wiener Gemeindebezirk Donaustadt. Er befindet sich im Zentrum des in Bau befindlichen Stadtentwicklungsgebiets Seestadt Aspern. Mit einer Fläche von rund 48.200 m² ist er der größte Park der Seestadt, noch vor dem Yella-Hertzka-Park, dem Hannah-Arendt-Park und dem Elinor-Ostrom-Park. 

## Geschichte
Anfang des 20. Jahrhunderts befand sich an dieser Stelle das damals noch zum Bezirk Floridsdorf gehörende Untere Hausfeld. Der hier errichtete Flughafen Aspern wurde 1912 eröffnet und war zu diesem Zeitpunkt der größte Flughafen Österreichs. Nach seiner Schließung 1977 lag das Gelände jahrelang brach und wurde ab 1988 vom Autofahrerklub ARBÖ als Verkehrsübungsplatz genutzt. 2009 wurde mit dem Abbruch des Flugfeldes und der Errichtung der Seestadt Aspern begonnen. Mit den Aushubarbeiten für den etwa 47.000 m² großen und offiziell Landschaftsteich Seestadt Aspern genannten See wurde im Sommer 2010 begonnen.
Am 26. Mai 2014 erfolgte schließlich der Spatenstich für die Bauarbeiten an dem EU-kofinanzierten Seepark sowie dem Yella-Hertzka-Park und Hannah-Arendt-Park. Am 3. Juli 2015 wurden im Rahmen eines Eröffnungsfestes der Seepark, der See sowie der Yella-Hertzka-Park für die Öffentlichkeit zugänglich gemacht.

## Lage und Gestaltung
Der Seepark wird im Norden durch den Asperner See und im Süden durch die Janis-Joplin-Promenade begrenzt. Südwestlich an den Park schließt das Pionierquartier, südlich das 2021 fertiggestellte Seeparkquartier an.
Der Seepark verfügt über vier Bereiche mit unterschiedlichen seebezogenen Themen, in denen sich Kinderspielanlagen (etwa der Seespielplatz oder die Seepferdchenbucht) befinden. Am über 750 Meter langen Südufer des an seiner tiefsten Stelle 10 Meter tiefen Grundwassersees existieren an zwei Stellen Kieselstrände, an denen das Wildbaden erlaubt ist. Im Park gilt ein Hundeverbot, mit Ausnahme der am östlichen Ende gelegenen umzäunten, 2942 m² großen Hundezone. Sie liegt an der Ecke Janis-Joplin-Promenade  Sonnenallee und verfügt über einen Seezugang für Hunde.
Seit September 2015 existieren zwei Laufstrecken. Sie beginnen im Park, führen nach Osten über die Seestadtstraße über die Asperner Terrassen oder durch den Gedenkwald und enden schließlich wieder im Park. Der Skateplatz Rollinsel befindet sich direkt unter der U-Bahn-Station Seestadt der Linie U2, die den Park in diesem Bereich überspannt.

## Galerie

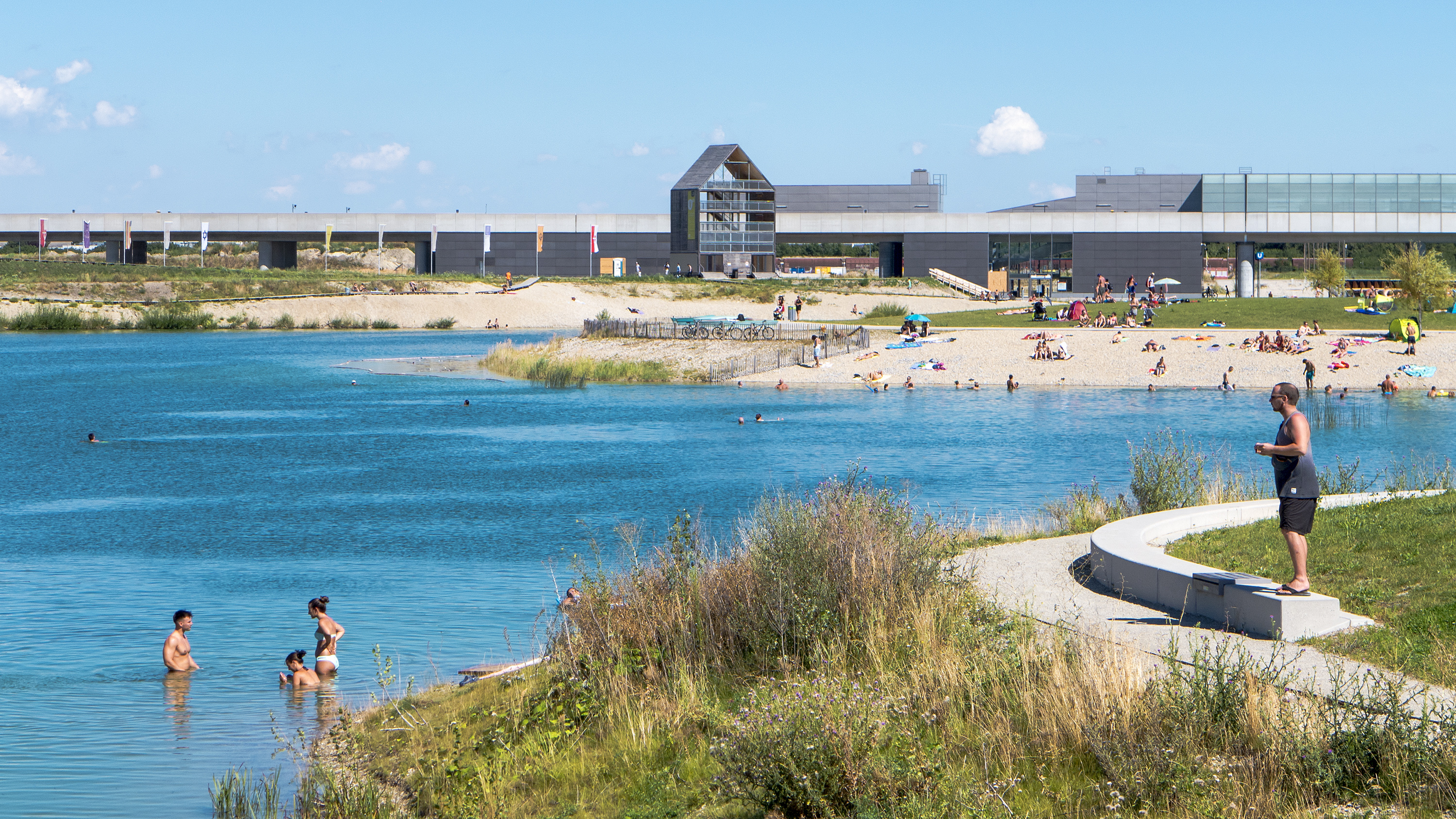
Am See
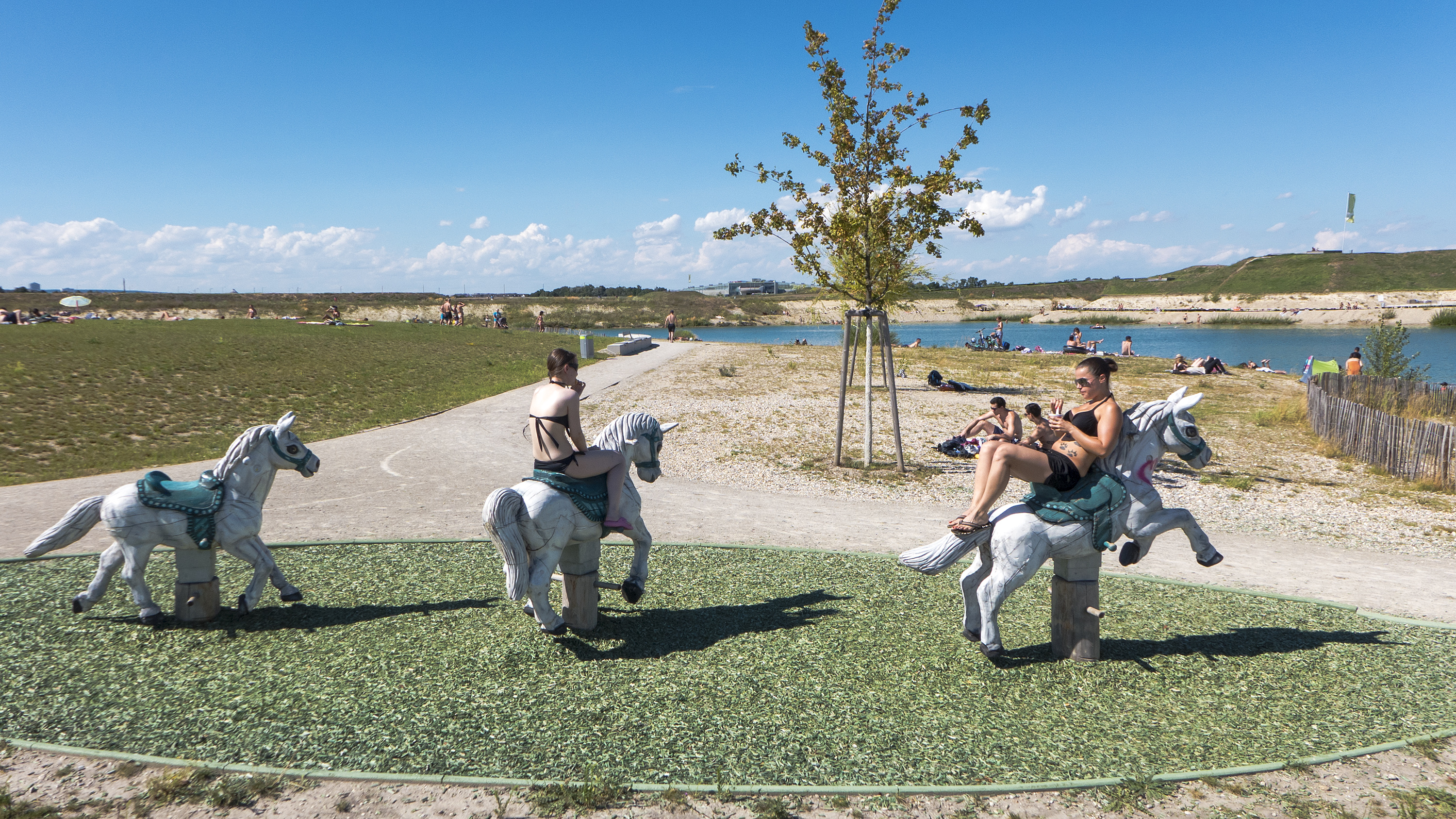
Seepferdchenbucht
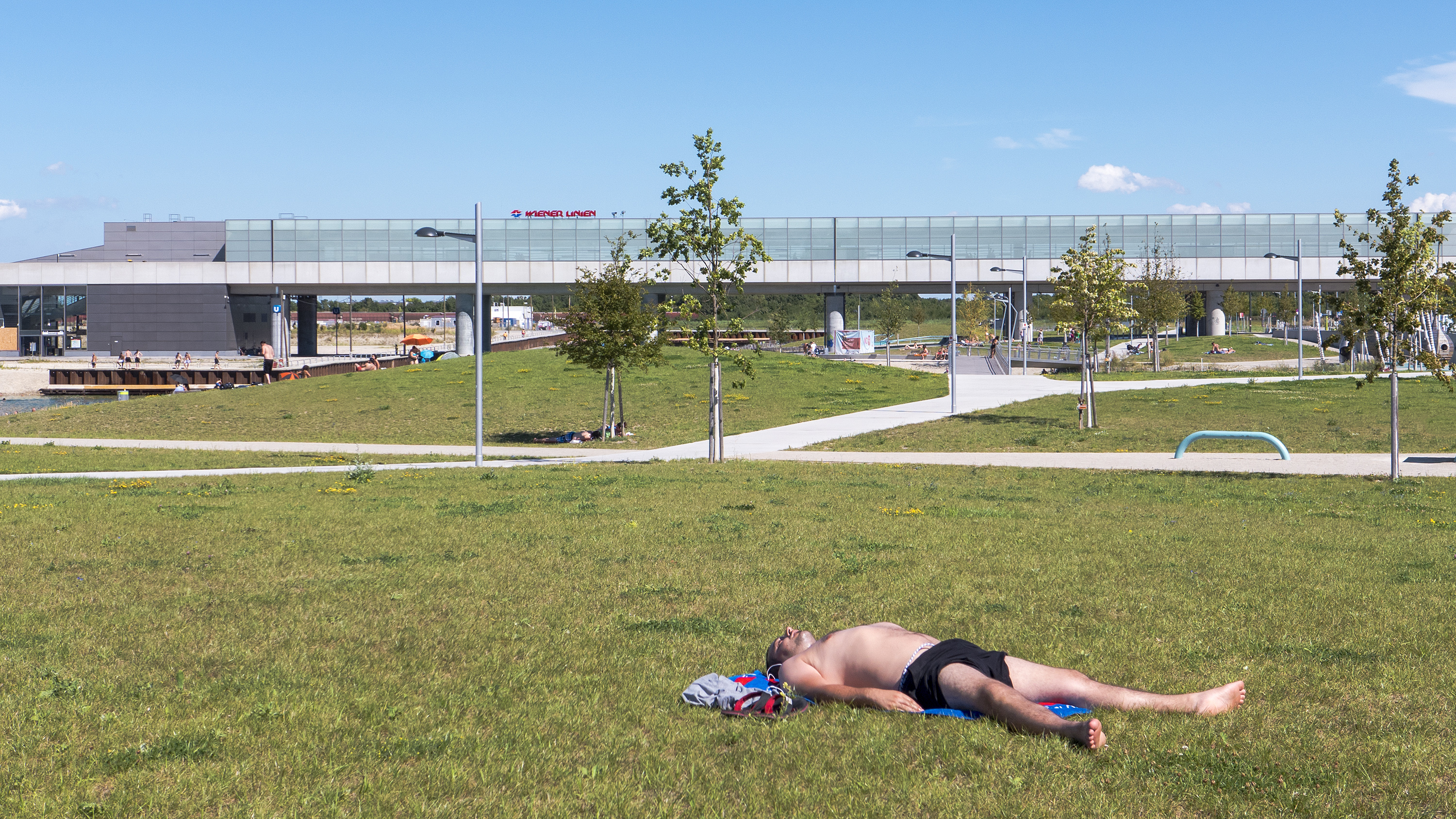
Liegewiese an der U2-Station
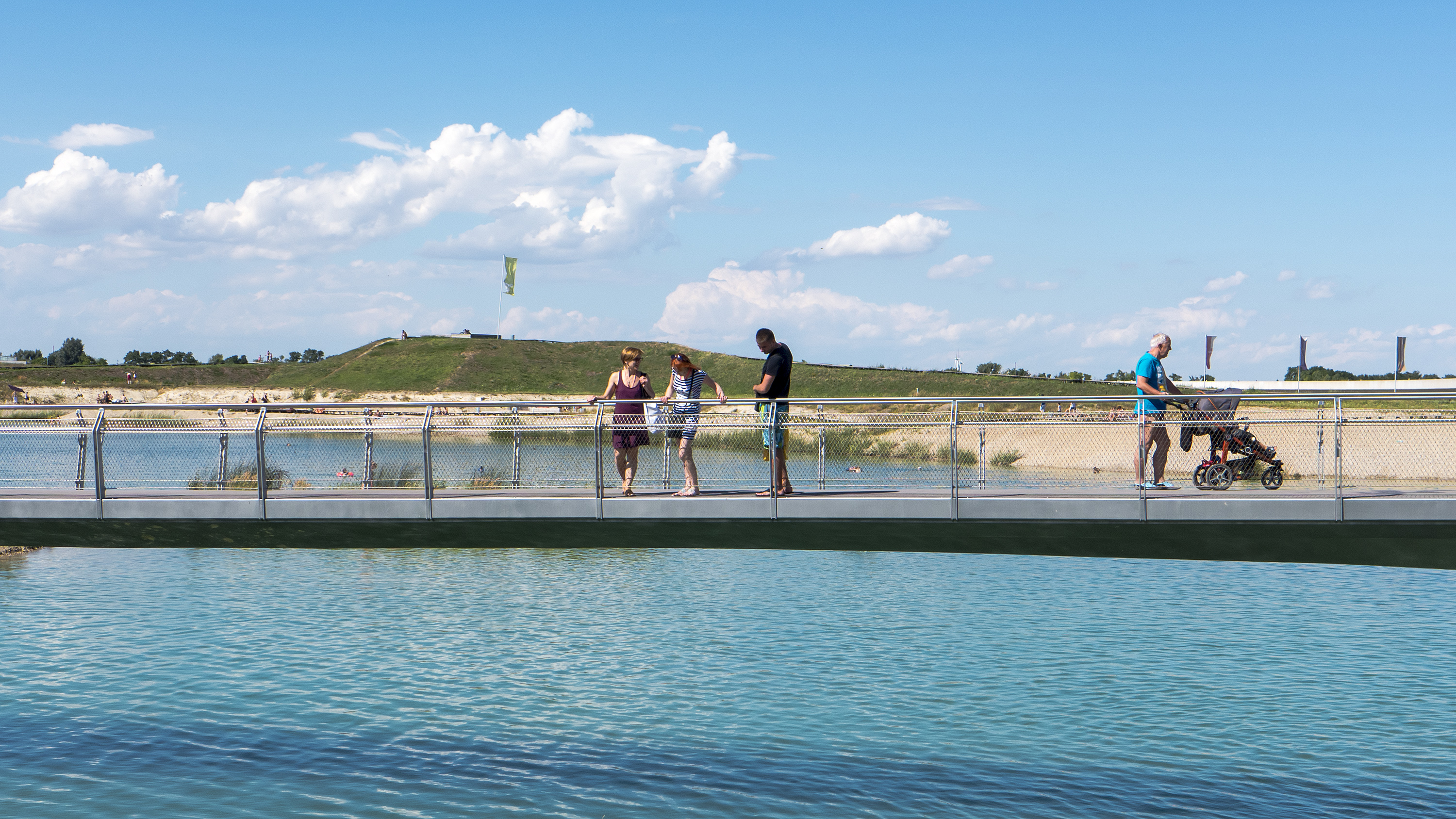
Steg über den See
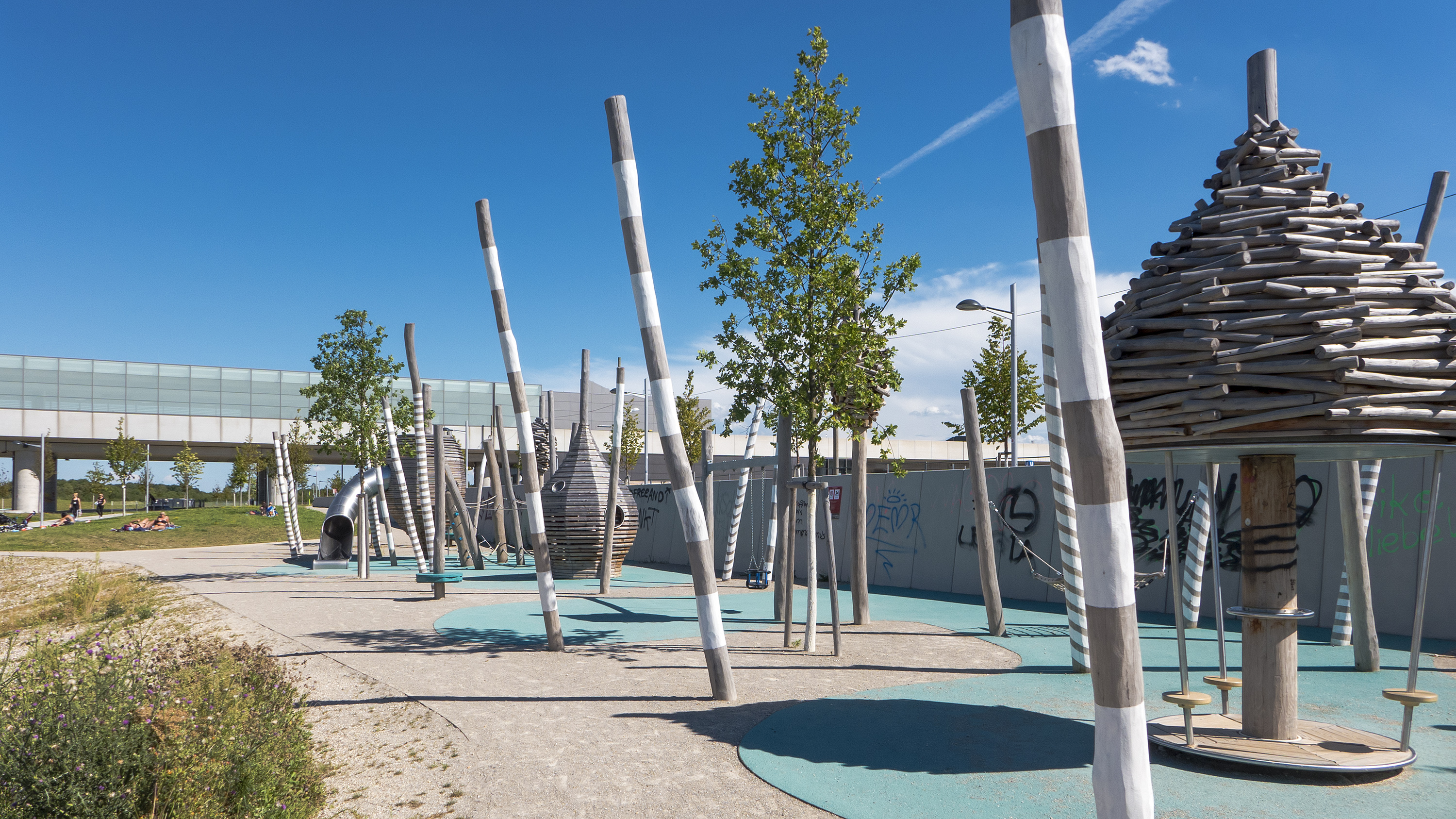
Seespielplatz